# توني سكوت (عازف بيانو)
توني سكوت (بالإنجليزية: Tony Scott)‏ (و. 1921 – 2007 م) هو عازف بيانو، وعازف كلارينيت، وعازف جاز أمريكي، ولد في موريستاون، نيوجيرسي، يستخدم آلات كلارينيت، توفي في روما، عن عمر يناهز 86 عاماً، بسبب سرطان البروستاتا.

## التعليم
تعلم في مدرسة جوليارد.

## روابط خارجية
- توني سكوت على موقع ميوزك برينز (الإنجليزية)
- توني سكوت على موقع أول ميوزيك (الإنجليزية)
- توني سكوت على موقع ديسكوغز (الإنجليزية)